# Margelliantha leedalii
Margelliantha leedalii är en orkidéart som beskrevs av Phillip James Cribb. Margelliantha leedalii ingår i släktet Margelliantha och familjen orkidéer. Inga underarter finns listade i Catalogue of Life.